# Озимандія
Озимандія (англ. Ozymandias), справжнє ім'я Адріан Вейдт (англ. Adrian Veidt) — вигаданий персонаж обмеженої серії коміксів «Вартові» (англ. Watchmen).

## Вигадана біографія
Адріан Вейдт народився в 1939 році, в багатій родині німецьких іммігрантів. Під час навчання в школі він отримував високі оцінки і було відзначено, що він дуже розумний, але пізніше юнак вирішив приховувати це від друзів і родичів, навмисно отримуючи середні бали. У 17 років, після смерті батьків, Адріан отримав великий спадок, котрий віддав на благодійність, а сам вирушив у подорож за маршрутом свого кумира дитинства — Александра Великого. Такий вчинок він пояснив тим, що хотів бути вільним від грошей і зробити щось сам, почавши з нуля. Під час подорожі на Далекий Схід він зрозумів, що Александр Великий був всього лише блідою імітацією Рамсеса II, який і став новим героєм Вейдта. Повернувшись до Америки, він узяв псевдонім Озимандія і заробив репутацію «Найрозумнішої людини на Землі». Він дебютував в 1958 році, викривши нарко-групу в Нью-Йорк тобто На початку 1960-х років він став членом організації Винищувачі Злочинності, створеної шукачем пригод, котрого звали Капітан Метрополіс, і який мав намір створити нову версію своєї старої команди.

## Особистість
Найбільш помітною рисою особистості і атрибутом Вейдта є його комплекс переваги, він вважає, що він настільки мудрий і досконалий, що він може і повинен об'єднати світ, як Александр Македонський. Крім того, він є одним з відомих світу супергероїв, відкрито повідомляє про свою ліберальну позицію, як особисто, так і в інтерв'ю журналу Nova Express, пропагує ліву політику. Ліберальні політичні погляди йдуть всупереч традиційній правій політиці супергероїв, як-от Комедіанта та Роршаха. За словами Холліса Мейсона, першого Нічного Пугача, Адріан дуже добродушний. А судячи з інтерв'ю газеті «Nova Express», у Вейдт гарне почуття гумору.
Озимандія вважає, що «мета виправдовує засоби», фактично Озимандія відповідальний за смерть мільйонів людей, які, на його думку, померли, щоб врятувати мільярди. Він показав, що може бути безжальним стратегом, швидко усуваючи всіх, хто насмілюється встати на шляху його планів.
Вейдт — вегетаріанець, показано, як він їсть горох і тофу.
Роршах розмірковує в своєму щоденнику, що Вейдт можливо гомосексуал, і навіть включає в нагадування про «подальше розслідування».

## Сили і здібності
Як і всі інші члени Хранителів, за винятком Доктора Манхеттена, Вейдт не володіє надлюдськими здібностями.
Головна сила Адріана — його геніальний інтелект. За допомогою його він за 10 років зібрав багатомільярдний статок, побудувавши цілу імперію, що займається розробками в галузі генетики та перспективних технологій. Здатний високоточно аналізувати стан суспільства, щоб передбачати тенденції ринку, тим самим вкладаючи капітал в перспективні галузі. Він багато разів був визнаний «Найрозумнішою людиною на Землі».
Завдяки розробленому ним самим «методу Вейдта» — комплексу психологічних і фізичних вправ, довів своє тіло до максимально доступного людині рівня. Він здатний помічати дрібні деталі або ж відразу приділяти увагу декільком речам. В одній зі сцен в його кабінеті, заповненому моніторами від підлоги до стелі, на кожному з яких було своє зображення, Озімандія спостерігав за кожним одночасно, але й приділяв увагу розмові з Роршахом і Нічним Пугачем. Крім цього, він чудовий стратег і усуває всіх, хто опиняється на шляху його планів. Саме його здатності стратега забезпечили успіх його плану з досягнення миру між США і СРСР.
Озимандія — чудовий атлет і грізний боєць — впевнено перемагає в бою Нічного Пугача та Роршаха одночасно. Швидкість, вправність та реакція супергероя настільки великі, що він зумів зловити рукою пістолетну кулю. Єдиний від кого зазнав поразки в бою — Комедіант, але тільки один раз, на самому початку кар'єри супергероя, пізніше Озимандія показав свою перевагу, з легкістю перемігши літнього Блейка і вбивши його.

## Поза коміксами

### Фільм
Роль Вейдта у фільмі 2009 року «Хранителі» виконав актор Метью Гуд. Режисер Зак Снайдер інтерпретував Озимандію по-іншому, ніж у коміксах. У фільмі він представлений як мільйонер, що роздав статки своїх батьків через сором, оскільки ті симпатизували нацистам. Крім цього, в книзі по фільму датою народження Вейдт є 1950 рік, а не 1939, з чого можна зробити висновок, що на момент відбуваються у фільмі подій йому було 35 років.